# Паркинсон, Джек (футболист, 1875)
Джон Па́ркинсон (англ. John Parkinson; 27 августа 1875 — 20 декабря 1911), более известный как Джек Паркинсон (англ. Jack Parkinson) — английский футболист, нападающий. Наиболее известен по своим выступлениям за клуб «Блэкпул».

## Футбольная карьера
Уроженец Блэкпула, Ланкашир, Паркинсон начал карьеру в клубе своего родного города, «Блэкпуле», в сезоне 1896/97. Это был первый сезон в истории «Блэкпула» в Футбольной лиге. Он также сыграл в первом матче «Блэкпула» в Футбольной лиге, который прошёл 5 сентября 1896 года.
По итогам сезона 1898/99 «Блэкпул» не был переизбран в Футбольную лигу, после чего Паркинсон покинул клуб. 22 мая 1899 года перешёл в «Ливерпуль». Сыграл за команду только 1 матч: это было мерсисайдское дерби против «Эвертона» на «Энфилде» 23 сентября 1899 года, в котором «ириски» одержали победу со счётом 2:1. В 1900 году, когда «Блэкпул» был вновь избран в Футбольную лигу, вернулся в команду.
Выступал за «Блэкпул» на протяжении последующих 10 лет. Стал первым игроком в истории «Блэкпула», забившим 50 голов в лиге и сыгравшим 400 матчей за клуб.
Играл на позициях центрфорварда или правого инсайда. В более поздней своей карьере в основном был ассистентом для таких бомбардиров как Джек Кокс и Боба Беркетта, затем играл на позициях хавбека и даже центрального защитника.
В апреле 1905 года в его честь прошёл матч между «Блэкпулом» и «Ливерпулем».
В 1910 году перешёл в «Барроу», выступавший в Комбинации Ланкашира.

## Зал славы «Блэкпула»
В апреле 2006 года был включён в Зал славы «Блэкпула» на церемонии, которая была проведена Джимми Армфилдом. Был включён в первую пятёрку «легенд» клуба, куда вошли игроки «Блэкпула» с момента основания команды до 1950-х годов.

## Личная жизнь
После завершения футбольной карьеры Паркинсон стал суперинтендантом бассейна на Кокер-стрит в Блэкпуле. В декабре 1911 года, пытаясь спасти коллегу, упавшего в хранилище с кипящей морской водой, сорвался туда же. В скором времени скончался от полученных ожогов.